# La Fair
La Fair (1997 - 2014) est une jument bai-brun du stud-book Selle suédois, qui a participé aux épreuves de concours complet des Jeux olympiques d'été de 2012 à Londres et aux championnats d'Europe de concours complet d'équitation. Dans les deux cas, elle a été montée par Linda Algotsson,. La Fair a pris le départ de 28 compétitions internationales avec Algotsson au cours de sa carrière. Elle a affronté sa fille, Wega, pour décrocher la 4e place par équipe aux Jeux olympiques d'été de 2012.